# Plagithmysus atricolor
Plagithmysus atricolor là một loài bọ cánh cứng trong họ Cerambycidae.